# Font de la Figuera (Ivorra)
La Font de la Figuera és una font de Ivorra (Segarra) inclosa a l'Inventari del Patrimoni Arquitectònic de Catalunya.

## Descripció
Es tracta d'una font situada als afores d'Ivorra, a l'indret conegut com el "Coll de la Figuera", ja que antigament hi havia un arbre d'aquesta espècie, construïda davant un marge, quedant tapada la part posterior.
La font va ser realitzada amb carreus treballats de mitjanes i grans dimensions, destaca la seva estructura coberta amb arc de mig punt adovellat, formant una mena de fornícula, la qual antigament albergava una imatge de la Mare de Déu. El brollador es troba per sota del nivell de l'aigua, formant una petita bassa al seu davant que condueix l'aigua per una séquia al torrent, mitjançant dues lloses de grans dimensions.